# دنیله لاویا
دنیله لاویا (به ایتالیایی: Daniele Lavia) بازیکن والیبال اهل ایتالیا و عضو تیم ملی والیبال مردان ایتالیا است.